# Sierra Morena
Pour les articles homonymes, voir Morena.
La sierra Morena est une chaîne de montagnes dans le Sud de l'Espagne, au nord de Cordoue. Peu peuplée, elle reste relativement isolée et sauvage. Elle abrite ainsi plusieurs zones naturelles protégées.

## Toponymie
Le nom sierra Morena signifie littéralement « chaîne de montagnes brune », probablement en raison de la nature de ses roches et de la végétation. Elle est également mentionnée sous le nom de sierra Mariánica.

## Géographie

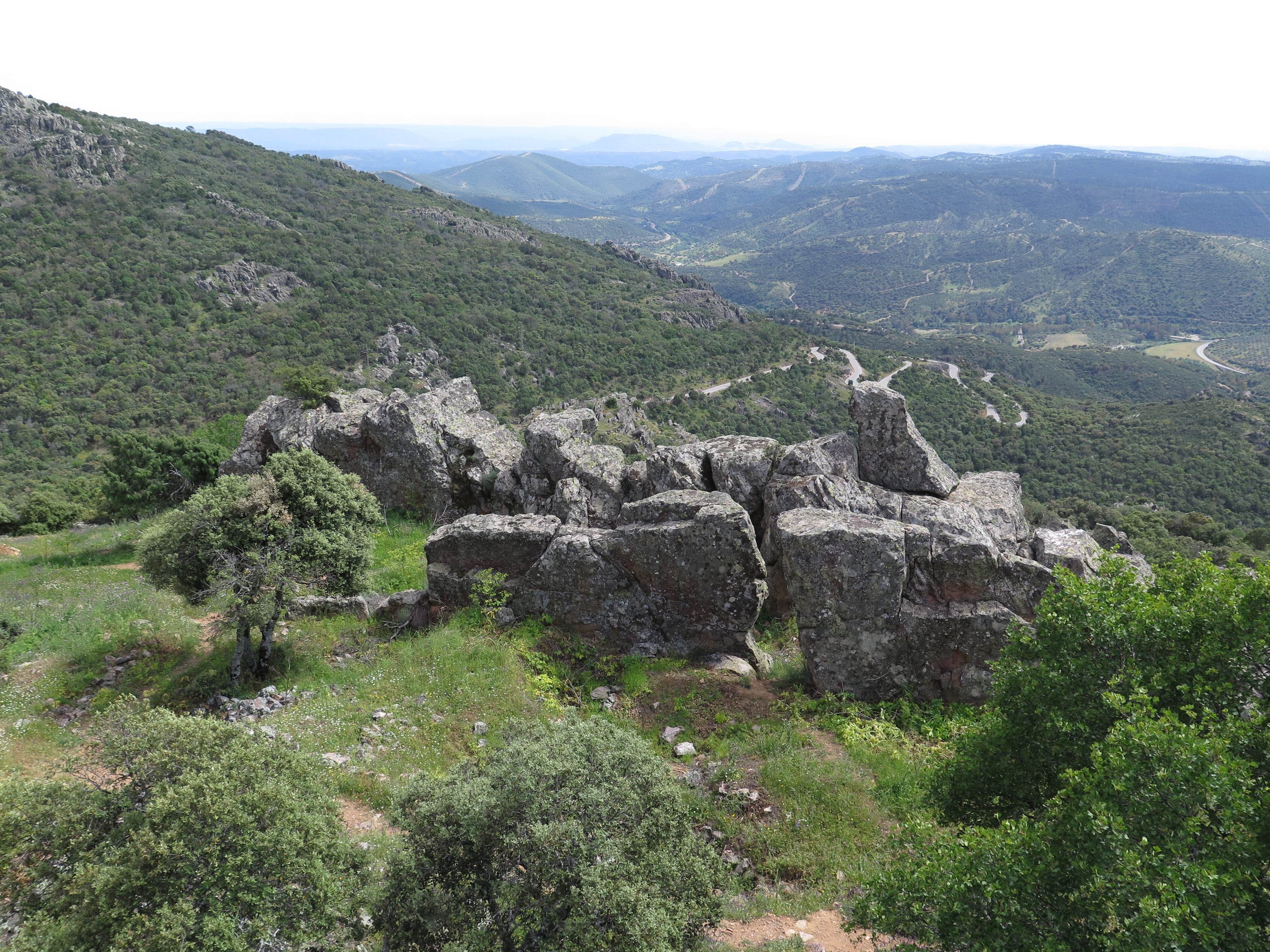
Vue dans le Despeñaperros.

La sierra Morena s'étend sur 450 kilomètres d'ouest en est dans le Sud de l'Espagne, séparant la Meseta au nord-est et la vallée du Guadiana du nord à l'ouest de la vallée du Guadalquivir au sud. La communication entre ses deux versants se fait principalement par le défilé de Despeñaperros. Elle culmine à 1 324 mètres d'altitude au pic Bañuelas ; le Corral de Borros s'élève à 1 312 m et le cerro de la Estrella à 1 298 m d'altitude. Si son altitude moyenne est relativement faible, elle présente un relief homogène. Le dénivelé est négligeable depuis la Meseta mais plus important depuis la dépression bétique.
La chaîne se compose de granite, de quartzite, de schiste et de gneiss d'âge paléozoïque. Elle s'est soulevée par le rapprochement de la plaque africaine.
Elle abrite un des derniers habitats naturels du Lynx pardelle, une espèce en danger. Le Pleurodèle de Waltl est un amphibien quasi menacé peuplant les sources et les mares. Parmi les autres espèces figurent le Loup ibérique, le sanglier, le Cerf élaphe, l'Aigle ibérique et l'Aigle royal.

## Histoire
Durant l'Antiquité romaine, tout ou partie de la sierra Morena est connue sous le nom de Marianus Mons. Le géographe Ptolémée indique que Marianus Mons se trouve en Bétique. Son existence est rapportée par Tacite, à propos de l'exécution de Sextus Marius sur ordre de Tibère. Marius, l'homme le plus riche d'Espagne, y exploite des mines d'or comme concessionnaire du peuple romain. Faussement accusé d'inceste avec sa fille unique, il est jeté au bas de la roche Tarpéienne en 33 et sa fortune confisquée au profit de l'empereur.
Le plomb, l'argent et le mercure ont également été exploités.

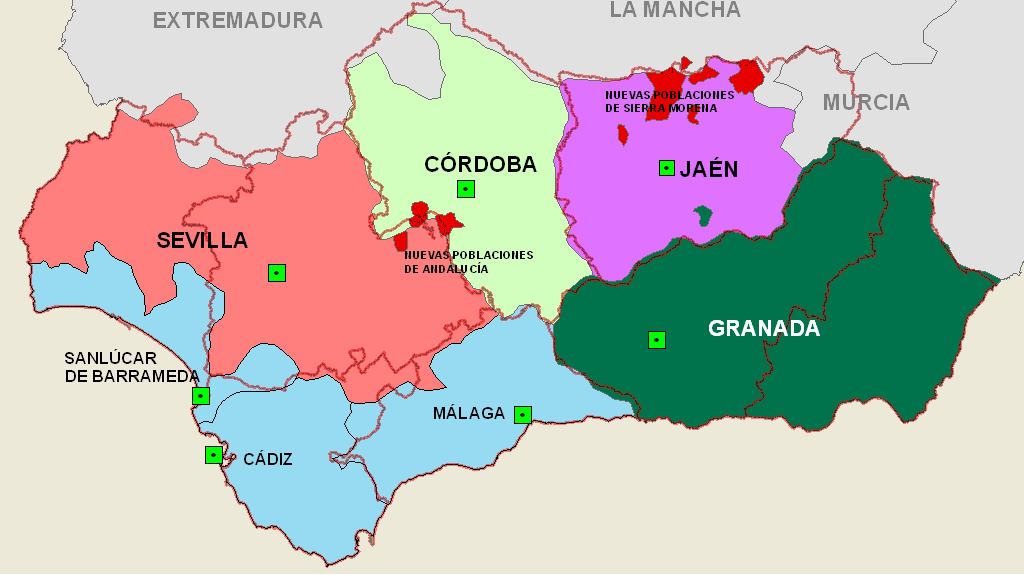
Carte des Nuevas Poblaciones de Andalucía y Sierra Morena.

Jusqu'au XVIIIe siècle, la sierra Morena est un repaire de bandits de grand chemin. Sous le règne de Charles III, Pedro Rodríguez de Campomanes élabore un plan afin de peupler les montagnes. Le but est d'offrir autant de haltes potentielles pour les voyageurs et les mettre à l'abri des pillages. La région de La Carolina est alors colonisée par des fermiers allemands, suisses ou encore flamands.
Durant la guerre d'Espagne, la sierra Morena est le théâtre de plusieurs batailles. Celle de Cerro Muriano, au cours de l'offensive de Cordoue en août 1936, est devenue célèbre pour la photographie Mort d'un soldat républicain prise par Robert Capa, en tant que symbole du destin tragique de la Seconde République espagnole,. La bataille de Valsequillo, ou bataille de Peñarroya, s'est déroulée dans la partie occidentale de la chaîne, sur la ligne de front estrémègne, entre le 5 janvier et le 4 février 1939, vers la fin du conflit.

## Protection environnementale

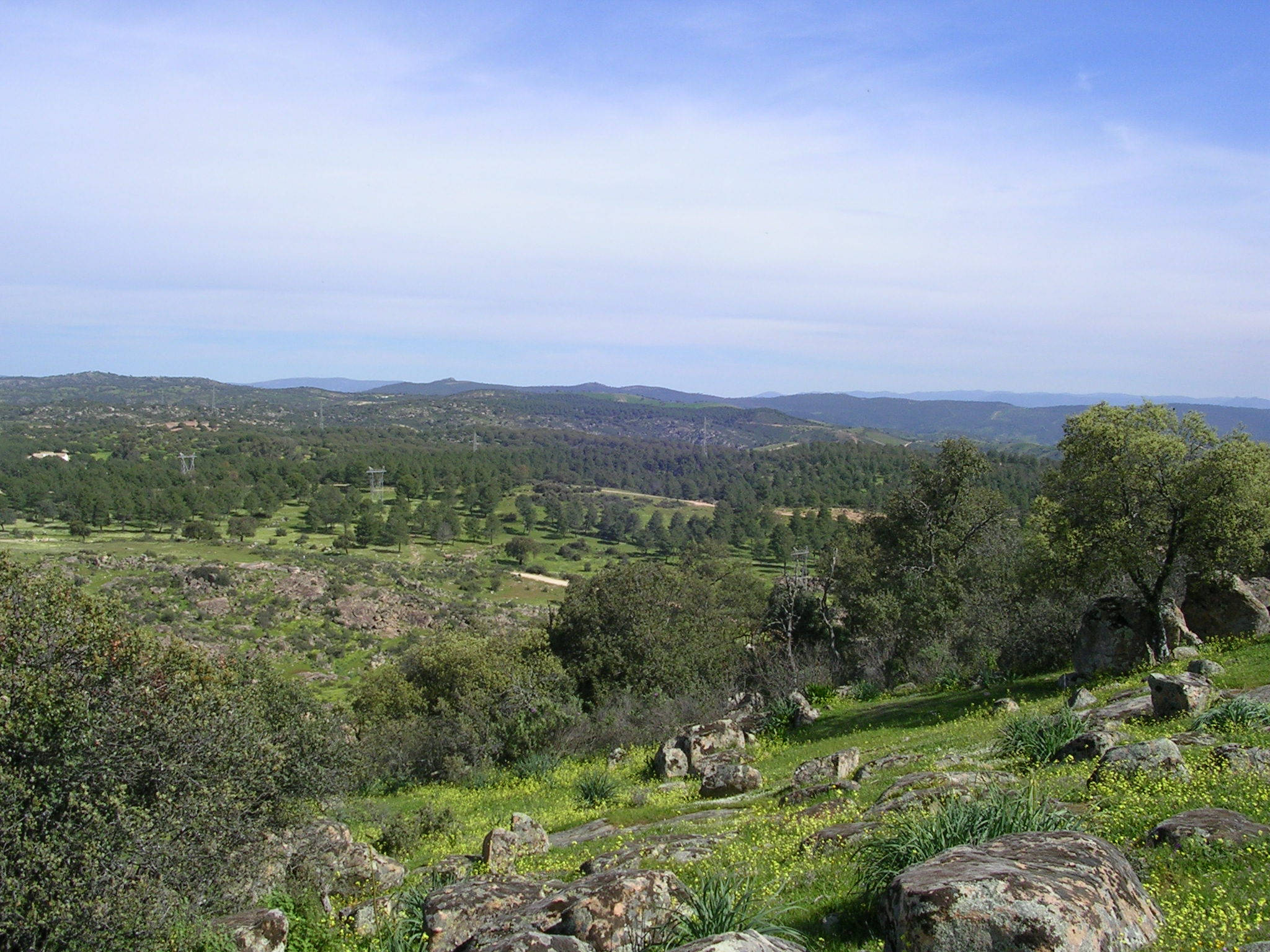
Vue de la sierra de Andújar.

La sierra Morena abrite plusieurs parcs et sites naturels :
- le parc naturel de la Sierra de Aracena et des pics d'Aroche ;
- le parc naturel de la Sierra Norte de Sevilla ;
- le parc naturel Sierra de Hornachuelos ;
- le parc naturel de la Sierra de Cardeña y Montoro ;
- le parc naturel de la Sierra de Andújar ;
- le parc naturel de Despeñaperros ;
- le site naturel Peñas de Aroche ;
- le site naturel Sierra Pelada y Rivera del Aserrador ;
- le site naturel Cascada de Cimbarra.

Une partie de cette chaîne montagneuse, en particulier pouvant être pâturée par le bétail, est reconnue réserve de biosphère par l'UNESCO depuis 2002, sous le nom de « pâturages de la sierra Morena ».

## Dans la culture
La sierra Morena apparaît dans le roman Don Quichote (début du XVIIe siècle). Après que Sancho Panza et Don Quichotte ont libéré des forçats enchaînés par la Sainte-Hermandad en route pour les galères, l'écuyer suggère que son maître et lui se réfugient dans les montagnes. Là, Don Quichotte médite sur les fardeaux de la chevalerie. Dans la satire Candide (chapitres 9 et 10), Voltaire y fait s'arrêter les deux personnages durant leur fuite de Lisbonne.
La nouvelle Sierra-Morena (1793), où l'écrivain russe Nikolaï Karamzine raconte l'histoire son amour avec la jeune Elvira, est dédiée à la chaîne de montagnes.
Ses paysages sont également le cadre de la plupart des événements mystérieux et surnaturels du Manuscrit trouvé à Saragosse, roman de Jan Potocki écrit à la fin du XVIIIe siècle et au début du XIXe siècle.
La sierre Morena jouit d'une forte réputation dans le folklore espagnol, avec des mythes sur les bandits (Los bandidos de Sierra Morena), un serpent géant (El Saetón de Sierra Morena), un enfant sauvage élevé par les loups, Marcos Rodríguez Pantoja, et bien d'autres.
Elle est mentionnée dans la chanson mexicaine Cielito lindo (1882) et dans une des plus célèbres chansons traditionnelles espagnoles, Soy Minero (littéralement « Je suis mineur »), interprétée par Antonio Molina.